# Іщенко Олена Вікторівна
Олена Вікторівна Іщенко (нар. 25 травня 1958, м. Київ) — українська науковиця, фізико-хімік, педагог. Доктор хімічних наук, професор кафедри фізичної хімії, керівник підрозділу «Фізико-хімія гетерогенних каталізаторів» КНУ (Київський національний університет імені Тараса Шевченка)

## Життєпис
Виховувалася в родині науковця Віктора Анохіна.
1980 року закінчила з відзнакою хімічний факультет Київського національного університету імені Тараса Шевченка. Учениця, зокрема, професора Віталія Яцимирського.
1983 року закінчила аспірантуру кафедри фізичної хімії хімічного факультету Київського університету.
З 1984 року — асистент кафедри.
1985 року захистила кандидатську дисертацію з теми «Фізико-хімічні та каталітичні властивості залізо-кобальтової системи в реакції синтезу аміаку».
1989 року присвоєно вчене звання «доцент».
2004 року захистила докторську дисертацію з теми «Каталітичні перетворення малих молекул на складних системах на основі 3d- та 4d-елементів».
З 2005 — професор кафедри фізичної хімії.

## Сфера наукової діяльності
- вивчення закономірностей перебігу реакції синтезу аміаку на металічних масивних та нанесених каталізаторах, перебігу реакції окиснення монооксиду вуглецю на металічних, оксидних та нанесених зразках;
- мас-спектрометричні дослідження в галузі гетерогенного каталізу;
- синтез високоактивних низькотемпературних залізо-кобальтових каталізаторів; синтез аміаку та мідь-кобальт-залізних оксидних каталізаторів окиснення монооксиду вуглецю.

## Наукові досягнення
- отримала грант і звання «Соросівський доцент» (1995);
- присвоєно почесного звання «Кращий викладач року» Київського університету (2005);
- учений секретар спеціальної ради по захисту дисертацій з хімічних наук університету (2007);
- читає лекції з нормативного курсу «Фізична хімія» для студентів ІІ та ІІІ курсів хімічного факультету та спецкурс «Фізичні методи в хімії» для студентів ІІІ курсу хімічного факультету.

## Наукові напрацювання
Автор понад 210 наукових робіт, 5 навчально-методичних праць і 4 підручників.
- Мас-спектрометрія. Навчальний посібник. К., 1998.
- Вступ до теорії імовірностей. Навчальний посібник. К., 2007.
- Статистичні методи. Підручник. К., 2009.
- Іщенко О., Прилуцький Е., Яцимирський А., Гайдай С., Шкода Т. (асп) SiC як носій для оксидних Cu-Co-Fe каталізаторів реакції окиснення СО // Вісник Київського Національного Університету.- 2007.-№ 45.- С. 6-7.
- Іщенко О. В., Дяченко А. Г., Яцимирський А. В., Гайдай С. В., Шкода Т. М. (асп), Оранська О. І. SiO2 як носій оксидних каталізаторів Cu-Co-Fe реакції окиснення СО // Український хімічний журнал.- 2008.- № 4. — Т.74.- С. 85-87.
- Іщенко О., Яцимирський А., Матушко І. (асп), Максимович Н., Ріпко О., Деркаченко Н., Чернявська Т. // Адсорбційні властивості промотованих 3d-металами сенсорних матеріалів на основі SnO2. // Вісник КНУ ім. Тараса Шевченка, Хімія. — 2008. вип. 46. –С. 21–22.